# .45 ACP
|  | No s'ha de confondre amb .45 Colt. |

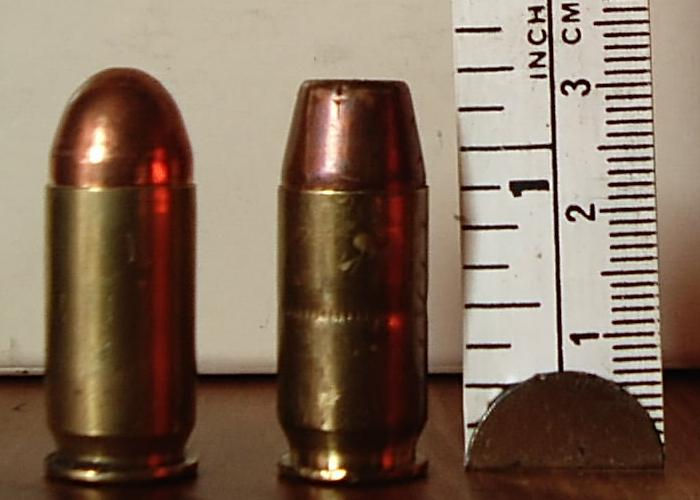
Cartutxos del calibre .45 ACP.

El cartutx .45 APC (11.43x23 mm) (Automatic Colt Pistol), també anomenat 45 Auto, va ser desenvolupat per J. M. Browning el 1905 per a la pistola M1911. Adoptat oficialment el 1911 per l'Exèrcit dels Estats Units, va estar en servei fins a 1985, data en què va ser substituït pel 9x19 mm Parabellum.
Aquest canvi es va produir per diversos motius. El calibre 9 mm és l'usat en tota l'OTAN, té un retrocés més suau, per tant resulta més manejable i necessita menys entrenament, sense que la mida de l'empunyadura resulti excessiu, una 9 mm moderna pot carregar 15 bales contra les 7 del 45 clàssic, el 9 mm perfora millor que el 45, i la munició és més barata, i en ser més lleugera i petita, ofereix avantatges logístics. No obstant això, molts militars nord-americans segueixen preferint la contundència del 45, capaç d'abatre d'un sol tret.
El calibre .45 ACP té l'origen en les amargues experiències de l'Exèrcit nord-americà a les Filipines, on els revòlvers del 38 curt sovint no eren capaços de detenir d'un tret a un atacant decidit i, sovint, drogat. A causa d'això, es va haver de reutilitzar els vells revòlvers "de l'oest" de calibre 45 Long Colt. Un estudi posterior va concloure que el calibre 45 era l'únic acceptable si es volia una arma capaç d'abatre d'un tret a qualsevol home. Al començament del segle xx, l'Exèrcit dels Estats Units va adoptar una pistola semiautomàtica, la M1911, que usava el calibre .45 ACP, d'eficàcia similar al 45 LC de revòlver.
El .45 ACP va passejar la seva contundent eficàcia, en les pistoles i subfusells americans, per dues guerres mundials, per Corea i Vietnam. Substituït actualment pel 9 mm de l'OTAN, encara s'usa en armes secundàries.
Entre civils, és popular a Amèrica i hi ha departaments de policia que, abandonant les 9 mm, han adoptat el .45 ACP.
El .45 ACP (11,43 x 23) és un calibre gruixut, amb un alt poder de detenció, però també amb cert retrocés. Dispara bales d'uns 14 g a 250 m/s.

## Sinonímia
11,25 x23 mm en és la nomenclatura amb la qual també es denomina el cartutx .45 ACP a l'Argentina i a Noruega. A Noruega es va utilitzar per a la pistola M1914, a principis del segle xx, mentre que a l'Argentina s'utilitzen actualment les dues nomenclatures en forma indistinta. La diferència entre 11,25 i 11,43 és que el primer mesura el calibre entre els camps de les estries del canó mentre que el segon ho fa entre els fons de les estries.

## Armes que utilitzen el .45 ACP
- Colt M1911-A1
- Subfusell Thompson
- M2 Hyde
- Subfusell M3
- Carabina silenciada De Lisle
- Ingram MAC-10
- Pistola Dragon
- Ballester Molina
- TDI Vector